# Bazas
Bazas är en kommun i departementet Gironde i regionen Nouvelle-Aquitaine i sydvästra Frankrike. Kommunen ligger i kantonen Bazas som tillhör arrondissementet Langon. År 2022 hade Bazas 4 819 invånare.

## Befolkningsutveckling
Antalet invånare i kommunen Bazas
Referens:INSEE